# Laucha an der Unstrut
Laucha an der Unstrut es una localidad de 3307 habitantes, en el distrito de Burgenland, en el sur de Sajonia-Anhalt (Alemania). Pertenece a la mancomunidad de Unstruttal (valle del río Unstrut).

## Geografía
Laucha está situada en la región vinícola de Saale-Unstrut en la carretera B-176, entre Bad Bibra y Freyburg. Pertenece al Parque natural de Saale-Unstrut-Triasland.
A Laucha pertenecen las pedanías de Dorndorf,  Plößnitz, Tröbsdorf y desde el 1 de julio de 2009, las anteriormente independiente Burgscheidungen y Kirchscheidungen.

## Historia
Laucha es un antiguo pueblo, en la antigua carretera Langensalza-Freyburg-Merseburg. El nombre de la ciudad proviene del eslavo y significa "Terreno pantanoso". .

## Lugares de interés
Los lugares de interés más destacables de la ciudad son:
El Ayuntamiento que data de 1543.

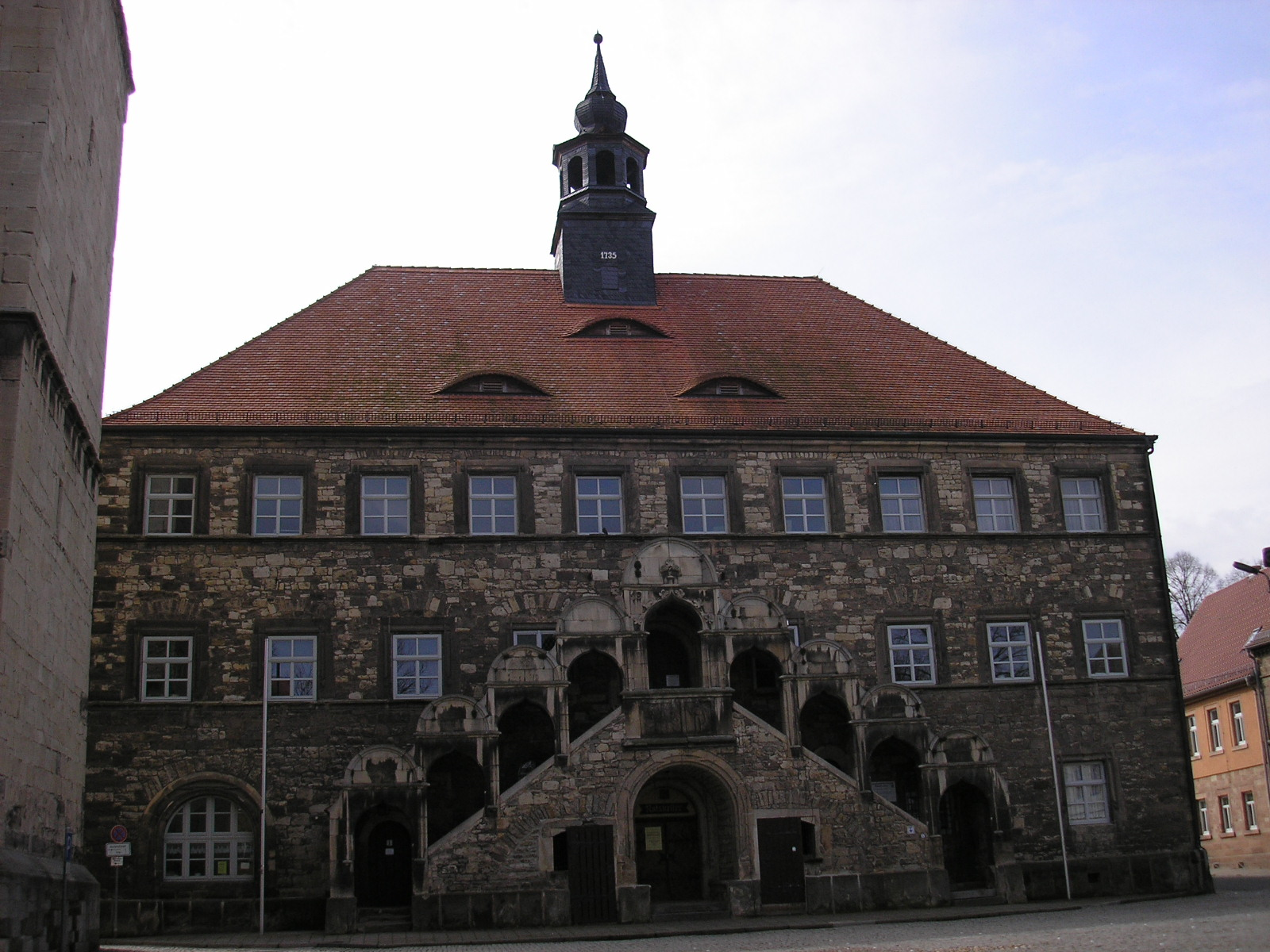
Ayuntamiento de Laucha

El Museo de las Campanas que recogen la historia de la antigua función de Ulrich, desde 1732 a 1911. En este tiempo se fundieron más de 5000 campanas de bronze.
La Iglesia de santa María, de estilo gótico tardío construida en el siglo XV, con restos románicos en la esquina sudeste de la Iglesia. Tras el devastador incendio en 1731, fue reconstruida. 

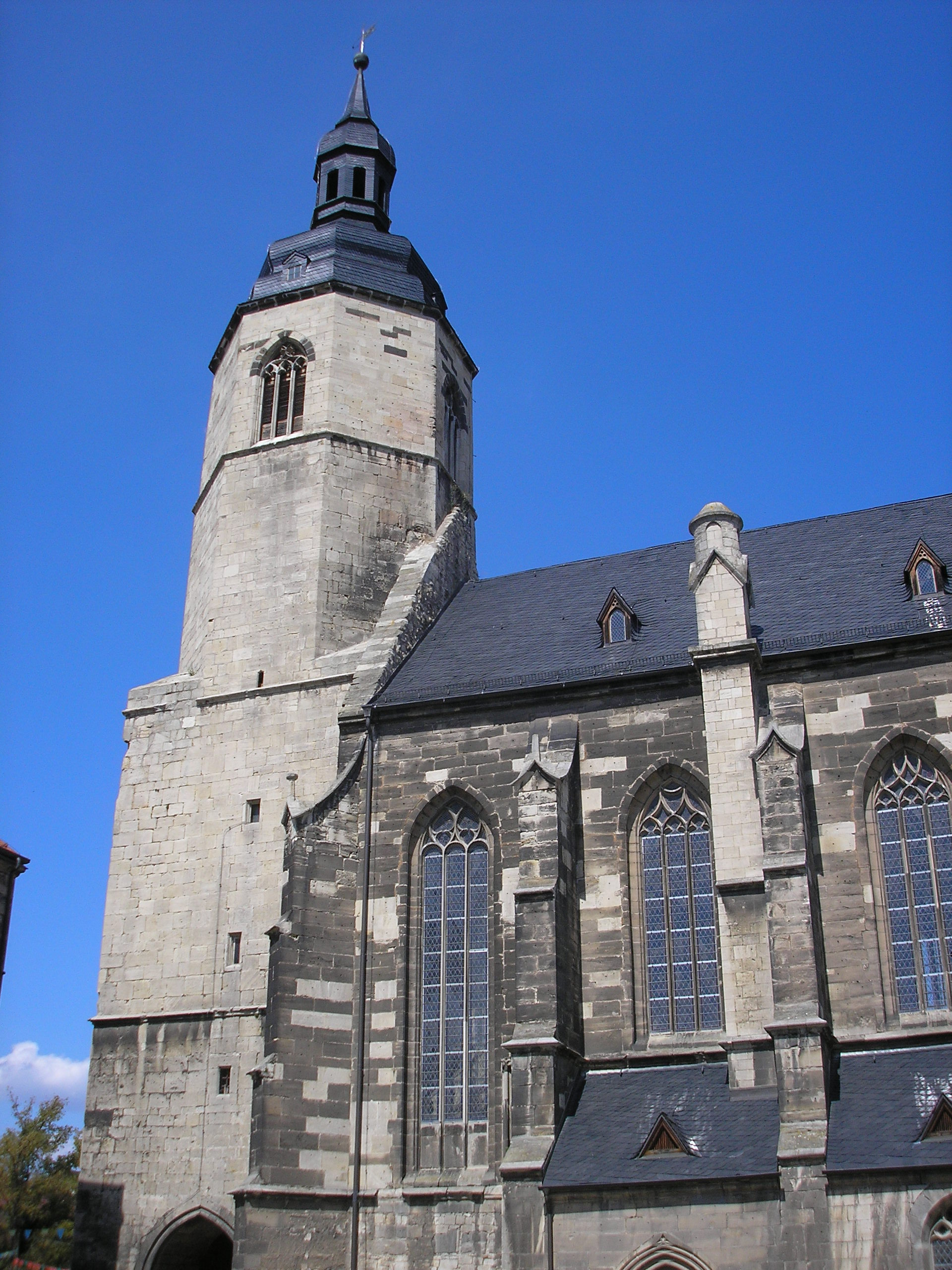
Iglesia

La muralla de 1.112 metros de largo que rodea el Centro histórico de la ciudad.

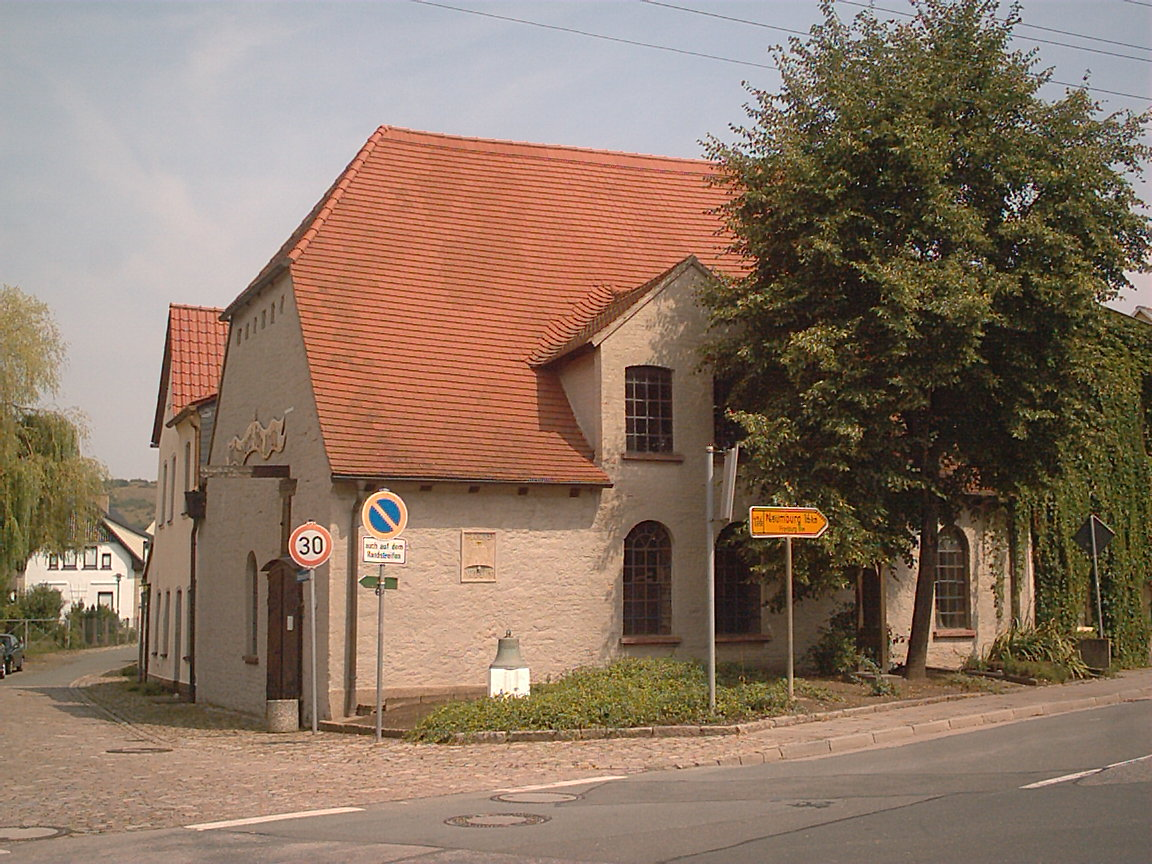
Museo de las campanas
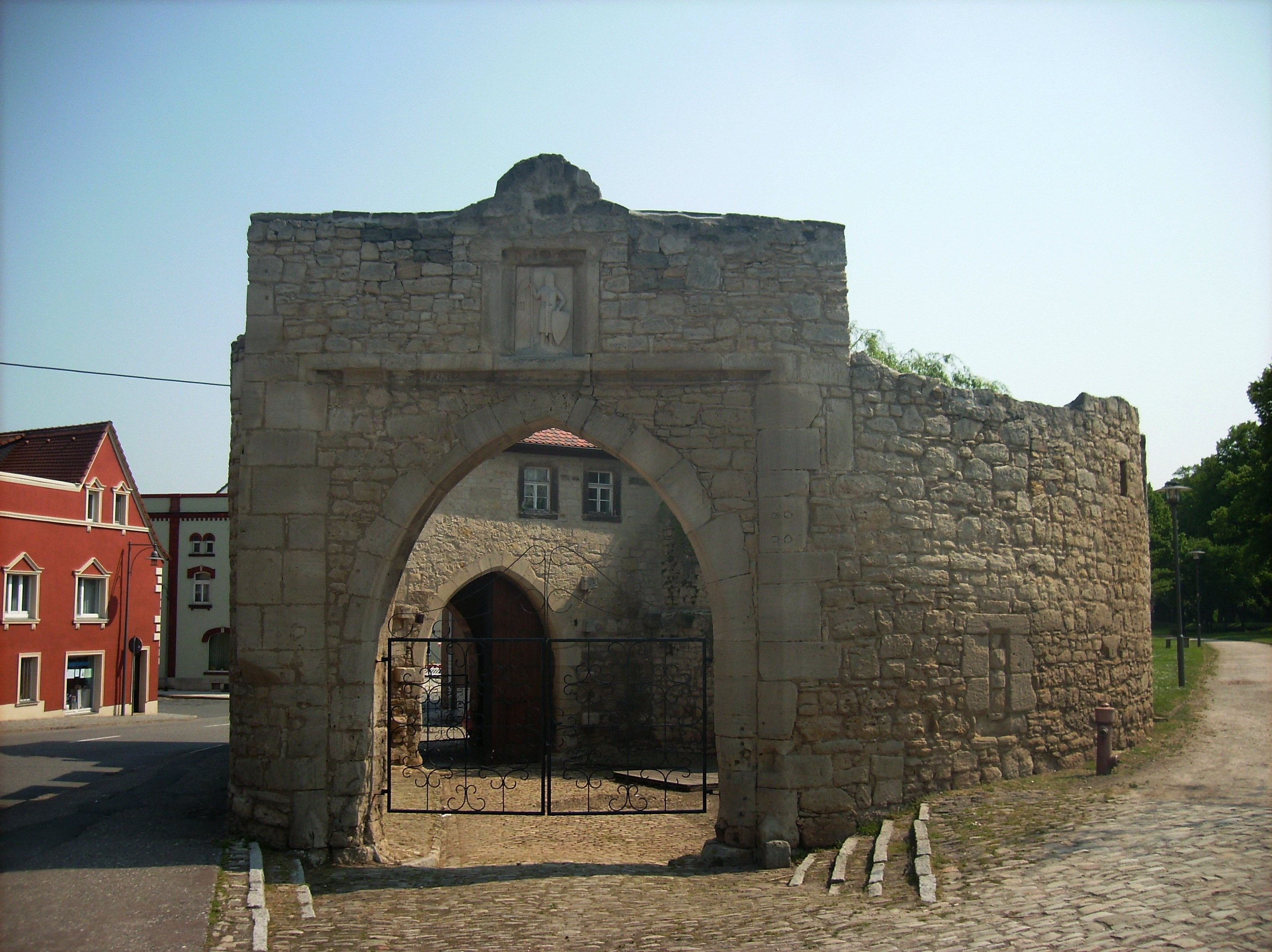
Una de las 3 puertas de la muralla
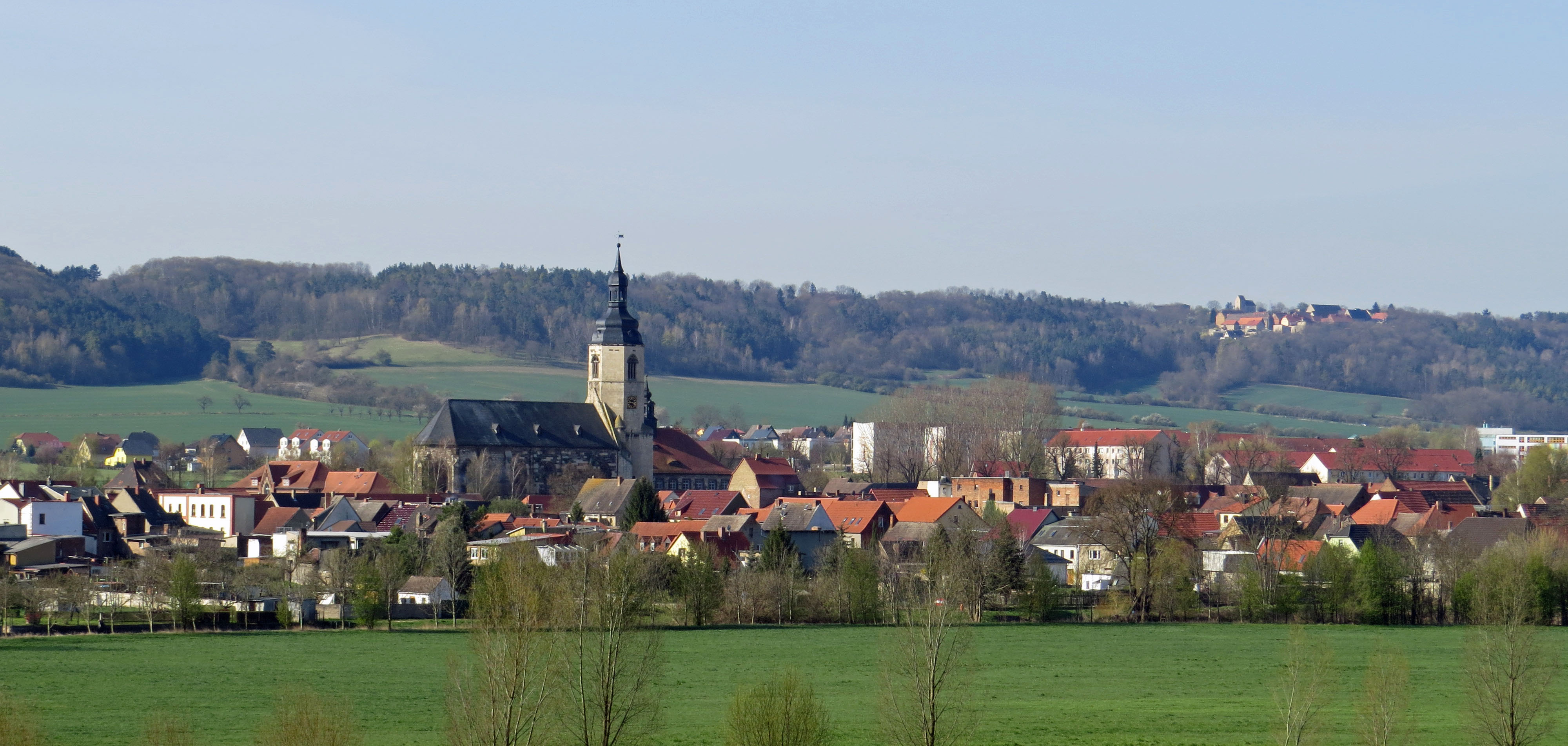
Vista desde el Noreste

## Literatura
- Gottfried Rühlmann: Historischer Brief vom Ursprung, Wachstum und Verheerung der hochfürstlichen Weißenfelsischen Stadt Laucha in Thüringen an der Unstrut, E. E. W. W. Rath daselbst geschrieben und übersendet durch Gottfried Rühlmannen / von Laucha, gedruckt durch Christian Gozen, Leipzig 1703, (4 Bogen), Nachdruck In: Neues Museum für die sächsische Geschichte Litteratur und Staatskunde, Leipzig 1804, 3. Bd. 2. Heft, S. 41–54 digitalisat
- Heinrich Gottlieb Francke: Diplomatarium Lauchense und Dis sint freyheite, Statuta unde Gerechtigkeit Gesettze (der Stadt Laucha), In: Neue Beyträge zur Geschichte der Staats-, Lehn- und Privatrechte der Lande des Chur- und Fürstlichen Hauses Sachsen, 1. Teil, Altenburg 1767, S. 5–113. digitalisat
- Carl Gründler: Chronik der Stadt Laucha a. Unstrut und des Postamtes nebst statistischen Angaben, mit Nachdruck der Diplomatarium Lauchense, Druck und Verlag J. Herm. Heise, 1888, Laucha
- Artur Vollmann: Die Finanzen der Stadt Laucha a. U. von 1561 bis 1920. Phil. Dissertation, Jena 1921.
- Carl Friedrich Stephan: Aus Lauchas Vergangenheit, In: Heimatkalender für den Kreis Querfurt 1, 1922.
- Fr. Welsch: Aus Lauchas Vergangenheit Selbstverlag der Stadt Laucha, Druck J. Herm. Heise Laucha/Unstrut, Herausgegeben zum Heimatfest 1927.